# Cor van Wijgerden
Cor van Wijgerden (23 de mayo de 1950) es un ajedrecista neerlandés. En 1978 consiguió el título de Maestro Internacional. Durante esa época participó varias veces en el Campeonato Nacional de los Países Bajos y en el Torneo IBM de Ámsterdam.
Aparte de su carrera ajedrecística,  Van Wijgerden es conocido como autor del Stappenmethode (traducido en español como 'Juguemos ajedrez'). El Stappenmethode es un método para aprender ajedrez que desarrolló junto con Rob Brunia. El método tiene una estructura concéntrica que consiste en seis pasos, cuya dificultad crece de forma gradual. Técnicamente se basa principalmente en conceptos tácticos. En Países Bajos es el método estándar para aprender ajedrez y a lo largo de los años ha sido traducido en once idiomas.
Cor van Wijgerden trabaja también de comentarista en torneos importantes de ajedrez. Ha sido entrenador nacional para el equipo juvenil y el equipo femenino de los Países Bajos y monitor principal de la academia Max Euwe. Los Grandes Maestros neerlandeses Jeroen Piket, Loek van wely, Jan Smeets, Daniel Stellwagen y Erwin l'Ami han sido alumnos suyos.